# 特拉华河 (堪萨斯州)
特拉华河（英語：Delaware River）是一条位于堪薩斯州东北部的河流，长约94-英里（151-），是堪萨斯河的一个主要支流。